# Memoriał Kamili Skolimowskiej 2009
Memoriał Kamili Skolimowskiej 2009, Mityng ku czci Kamili Skolimowskiej – zawody lekkoatletyczne, które zostały zorganizowane 2 maja 2009 w Warszawie. Impreza odbyła się na terenie klubu sportowego Skra. Rozegrano konkurs rzutu młotem kobiet i mężczyzn. Mityng był hołdem dla zmarłej w 2009 mistrzyni olimpijskiej Kamili Skolimowskiej. Między konkursem panów i pań odbył się pokaz rzutów szkockich – wzięli w nim udział medaliści olimpijscy Tomasz Majewski i Piotr Małachowski oraz kuzyni Kamili Skolimowskiej – strongmani Sebastian Wenta i Łukasz Wenta. Zawody patronatem objęli Piotr Nurowski – prezes Polskiego Komitetu Olimpijskiego oraz Mirosław Drzewiecki – minister sportu. 
Początkowo nie planowano kolejnych edycji zawodów. Jednak 20 września 2011 w Warszawie odbyła się druga edycja memoriału, a w następnym roku jego trzecia edycja.

## Rezultaty
| Pozycja | Zawodnik          | Wynik |
| ------- | ----------------- | ----- |
| 1.      | Krisztián Pars    | 80,52 |
| 2.      | Aleksiej Zagorny  | 78,91 |
| 3.      | Nicola Vizzoni    | 75,81 |
| 4.      | Marco Lingua      | 75,23 |
| 5.      | Primož Kozmus     | 75,10 |
| 6.      | Igors Sokolovs    | 73,87 |
| 7.      | Szymon Ziółkowski | 73,49 |
| 8.      | Maciej Pałyszko   | 69,20 |

| Pozycja | Zawodnik            | Wynik |
| ------- | ------------------- | ----- |
| 1.      | Martina Hrašnová    | 72,10 |
| 2.      | Marina Marghieva    | 71,03 |
| 3.      | Zalina Marghieva    | 69,56 |
| 4.      | Stéphanie Falzon    | 68,47 |
| 5.      | Małgorzata Zadura   | 67,15 |
| 6.      | Malwina Sobierajska | 67,05 |
| 7.      | Katarzyna Kita      | 65,55 |
| 8.      | Noémi Németh        | 58,11 |
| 9.      | Anita Włodarczyk    | 52,12 |